# Assedio di Maastricht (1794)
L’assedio di Maastricht è un episodio della guerra della prima coalizione a seguito della quale l'esercito rivoluzionario francese sconfisse l'ultimo baluardo dei Paesi Bassi austriaci completando la conquista della regione.

## L'assedio
Dopo la vittoria francese nella battaglia di Fleurus del 26 giugno 1794 l'esercito austriaco si ritirò verso Bruxelles per poi assestarsi verso est lungo il fiume Mosa.
In agosto l'esercito rivoluzionario riprese l'offensiva sconfiggendo gli austriaci, guidati dal generale Carlo Giuseppe de Croix conte di Clerfayt, nei pressi del fiume Ourthe. La roccaforte austriaca di Maastricht, nella quale erano acquartierati circa 8 000 soldati, rimase isolata e i francesi la cinsero d'assedio ma il grosso delle truppe francesi, guidate dal generale Jean-Baptiste Kléber, si spostò verso est attaccando le linee austriache sul fiume Roer.
All'inizio di ottobre Kléber, battuti gli austriaci, fece ritorno a Maastricht dando manforte al resto delle truppe francesi che continuavano ad assediare la città. Il principe Federico d'Assia-Kassel, governatore di Maastricht, si rifiutò di cedere. Il 1º novembre Klèber fece bombardare la città che dopo tre giorni capitolò.

## Fonti
- Rickard, J (21 January 2009), Siege of Maastricht, 19 September-4 November 1794 , http://www.historyofwar.org/articles/siege_maastricht_1794.html